# Gigantomachia

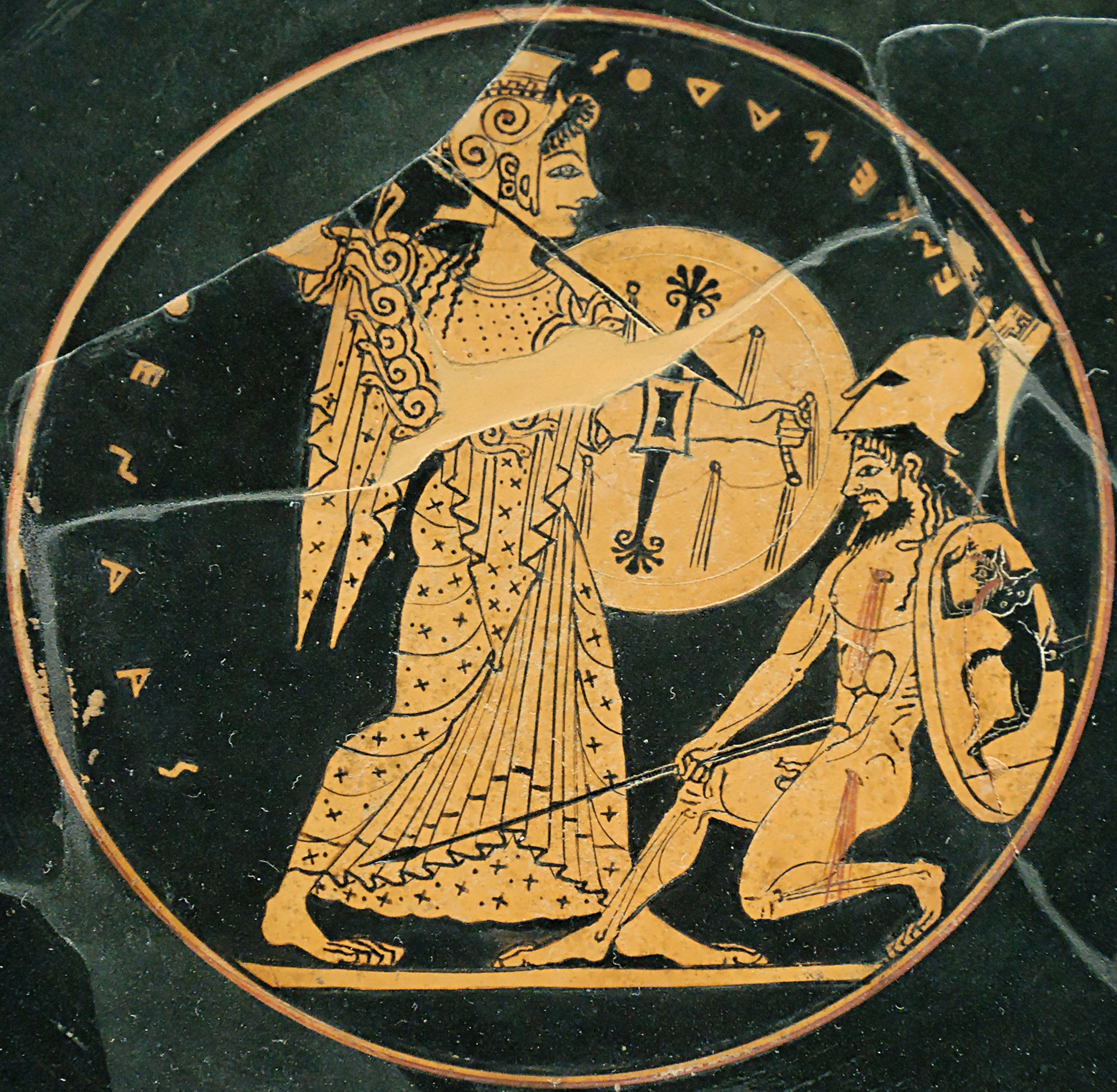
Pallas Atena walcząca z Enkeladosem (ok. 525 r. p.n.e., misa czerwonofigurowa)

Gigantomachia (gr. Γιγαντομαχία Gigantomachía) – w mitologii greckiej walka bogów olimpijskich z gigantami.
Giganci zrodzili się wraz z Eryniami i meliadami z rozlanej krwi Uranosa, którego ranił sierpem (bądź nożem) Kronos. Były to istoty o ludzkiej postaci z wyjątkiem nóg zakończonych wężowymi ogonami. Giganci mając wsparcie swojej matki Gai postanowili zdobyć Olimp, a tym samym władzę nad światem, dzierżoną do tej pory przez bogów olimpijskich. Aby mieć dogodną pozycję do walki, Giganci zajęli pozycje na Pallene, jednym z półwyspów Chalkidiki, oddzielonym od góry Olimp wodami zatoki. Ich przywódcą był Porfyrion, jednak najdzielniejszym wojownikiem Alkyoneus, który odzyskiwał siły przy każdym kontakcie z rodzinną ziemią. Bogów olimpijskich znacznie wzmocniły: Hekate – bogini magii i Mojry, które jako boginie przeznaczenia decydowały o losie, na który żaden bóg ani inna istota nie miały wpływu. Matka Gigantów – Ziemia uodporniła jednak swoich synów na ciosy zadawane przez bogów. Wtedy Atena wiedząc, że nie dotyczy to też śmiertelników, sprowadziła Heraklesa. Zeus wtedy rozkazał Heliosowi, Eos i Selene, by słońce i księżyc nie świeciły, a sam pod osłoną ciemności wyrwał magiczne ziele, które dzięki Gai miało dać Gigantom nieśmiertelność. Wtedy to ogromny Alkyoneus, który ciskał wielkie głazy i odłamy skalne na pozycje Olimpijczyków, został porwany przez Heraklesa do obcego kraju i tam zabity. Walka była bardzo zacięta, ostatecznie jednak:
- Porfyrion – został zabity przez Zeusa i Heraklesa podczas próby porwania Hery
- Pallas – zginął z rąk Ateny
- Agrios – zabity przez Mojry maczugą z brązu
- Klitios – zginął z rąk Hekate
- Enkelados – zabity przez Atenę
- Efialtes – zginął od strzał Apolla
- Eurytos – zgładzony przez Dionizosa za pomocą tyrsu
- Echion – zabity przez Atenę
- Gration – zabity strzałami Artemidy
- Mimon – zginął z rąk Aresa
- Mimas – zgładzony przez Hefajstosa
- Otus – zgładzony przez Apolla i Heraklesa
- Peloros – zabity przez Aresa
- Polybotes – zginął z rąk Posejdona
- Pojtos – zabity przez Herę
- Toon – zabity przez Mojry
- Hippolitos – zginął z rąk Hermesa, który na walkę z Hippolitosem pożyczył od walczącego Hadesa czapkę niewidzialności.

Wszyscy Giganci, których liczba ogółem według Hygina wynosiła 24, zostali zabici przez bogów i Heraklesa, a część z nich przygnieciona przez swych pogromców górami, głazami i wulkanami.
Herakles cały czas wspomagał bogów, zadając Gigantom niszczycielskie ciosy. Gaja oburzona zwycięstwem Olimpijczyków i zgładzeniem jej potomstwa poczęła jeszcze z Tartarem w Cylicji straszliwego potwora – Tyfona, rozpoczynając tym samym Tyfonomachię.
Dla Greków Gigantomachia miała dużo większe znaczenie, niż dużo wcześniejsza Tytanomachia. Obie jednak wojny szybko pomieszały się i często do dziś są ze sobą mylone.
Ulubiony temat w plastyce i ornamentyce w starożytnej Grecji.